# Afrixalus brachycnemis
Espèce
Synonymes
- Afrixalus brachycnemis (Boulenger, 1896)[1]
- Afrixalus pygmaeus (Ahl, 1931)[1]
- Afrixalus septentrionalis Schiøtz, 1974[1]
- Afrixalus stuhlmanni (Pfeffer, 1893) (préféré par BioLib)[1]
- Afrixalus sylvaticus Schiøtz, 1974[1]
- Hyperolius pygmaeus Ahl, 1931[1]
- Megalixalus brachycnemis Boulenger, 1896[1]

Statut de conservation UICN

 LC  : Préoccupation mineure
Afrixalus brachycnemis est une espèce d'amphibiens de la famille des Hyperoliidae. Elle est parfois considérée comme une sous-espèce de Afrixalus stuhlmanni.

## Répartition
Elle est présente au Nord du Mozambique, au Malawi, dans l'Est de la Zambie et en Tanzanie.